# Carl Gottfried Neumann
Carl Gottfried Neumann ( 7 de mayo de 1832 - 27 de marzo de 1925) fue un matemático alemán.
Neumann nació en Königsberg, Prusia. Fue hijo de Franz Ernst Neumann (1798-1895), quien fuera matemático, minerólogo y físico -impartió clases de las últimas dos disciplinas en la Universidad de Königsberg. Carl Neumann estudió en Königsberg y en la Universidad de Halle-Wittenberg, fue profesor en las universidades de Halle, Basel, Tübingen, y Leipzig.
Neumann trabajó en el problema de Dirichlet, y puede ser considerado como uno de los padres de la teoría de las ecuaciones integrales. La serie de Neumann - mostrada abajo - que es análoga a la serie geométrica pero para matrices infinitas, es llamada en su honor.
{\displaystyle {\frac {1}{1-x}}=1+x+x^{2}+\cdots }
Junto con Alfred Clebsch, Neumann fundó el diario de investigación matemática Mathematische Annalen. Murió en Leipzig.
La condición de frontera de Neumann para ciertos tipos de ecuaciones ordinarias y en derivadas parciales también fue nombrada en su honor.

## Trabajos de Carl Neumann
- Über die methode des arithmetischen mittels (S. Hirzel, Leipzig, 1887)
- Die elektrischen Kräfte (Teubner, 1873-1898)